# 보호수단
보호수단(Means Of Protection = MOP)이란 높은전압(예 220Vac)을 사용할 때, 먼지등의 오염, 습도, 고도, 과전압, (해변)공기중의 소금성분등에 의해 절연파괴가 일어나 누설전류가 발생하여 사고를 일으킬 수 있는데 이에 대한 보호정도를 의미한다.
이는 의료기기의 표준인 IEC 60601-1 (8.5 부분의 분리)에서 도입한 개념이다. 이 개념은 기기의 안전성을 완전히 보장 할 수 있는 수단이 없는 상황에서 의료기기를 사용할 때나 고장이 났을 때 기기가 즉시 위험해 지지 않아야 한다는 개념이다.
보호수단은 전기안전에 더 위험이 노출되는 비정상인(예로 수술중의 상태)에 대한 환자보호수단(MOPP)와 정상인에 대한 조작자보후수단(MOOP)로 나뉜다.
보호수단은 말 그대로 기기를 사용시나 고장이 났을 때 전기적 안전을 위해 갖추어야 할 수단을 의미하고, 그 전기적 수단은 절연의 정도를 의미한다.
IEC 60601-1 표준에는 다음과 같이 나와 있다.
```
 장착부 및 기타 접촉가능한 부분이 누설전류(8.4항)에서 규정한 제한값을 초과하지 않도록 하기 위해, 의료기기는 2개의 보호수단을 갖추어야 한다.
```

여기서 2개라는 의미는 이중 안전이 필요하다는 의미이다.
```
 1급 의료기기는 보호접지와 기초절연에 의해 이중안전을 제공해야 하고
 2급 의료기기는 기초절연과 보강절연 또는 강화절연(2배의 기초절연 또는 2배의 보강절연)에 의해 이중안전을 제공해야 한다.
```

## 환자보호수단(전기안전)
환자보호 수단(Means Of Patient Protection, MOPP)이란 비정상인에게 의료기기를 사용할 때, 전기적 충격으로부터 전기적 안전을 위해 사용하는 (위험을 줄이기 위해 사용하는) 보호수단을 의미한다. 환자보호수단을 제공하기 위해선 고체 및 공기절연에 의해 그 목적을 달성하는데, 다음의 3가지에 의해 수행한다.
- 고체절연의 경우 220VAC를 사용시 환자보호수단은 1급의료기기인경우 1500V의 내전압 시험을 통과해야 하고, 2급의료기기인 경우 4000V의 내전압시험을 통과해야 한다.

- 또한 공기절연은 연면거리와 공간거리에 의해 절연을 유지해야 하는데, 220VAC를 사용하는 경우 보호접지를 사용하는 1급의료기기의 경우 공간거리는 2.5mm, 연면거리는 4mm의 거리를 두면 되고, 보호접지를 사용하지 않는 2급의료기기는 공간거리를 1급의료기기때의 2배(2중 안전을 위함)인 5mm, 연면거리는 8mm를 띄워야 한다.

- 환자보호수단을 구성하는 1급의료기기 경우의 보호접지접속은 보호접지에 대한 요구사항 및 시험(기기 인렛이나 보호접지 단자에서 의료기기의 보호접지한 모든 부위 사이의 임피던스가 25A를 5~10초 흘린후의 저항이 100m옴이하여야 한다)에 적합해야 한다.

## 조작자보호수단(전기안전)
조작자 보호 수단(Means Of Operator Protection, MOOP)은 전기적 안전이 있어서 전류나 정전기로부터 의료기기 장비 조작자에게 위험한 영향을 방지하기 위한 조직적 조치 및 기술적 수단의 시스템이다. 조작자 보호 수단을 제공하기 위해선 고체 및 공기절연에 의해 그 목적을 달성하는데, 다음의 2가지에 의해 수행한다.
- 고체절연의 경우 220VAC를 사용시 조작자 보호 수단은 1급의료기기인경우 1500V의 내전압 시험을 통과해야 하고, 2급의료기기인 경우 3000V의 내전압시험을 통과해야 한다.

- 또한 공기절연은 연면거리와 공간거리에 의해 절연을 유지해야 하는데, 220VAC를 사용하는 경우 보호접지를 사용하는 일반 전자제품이나 1급의료기기의 경우 공간거리는 2mm, 연면거리는 2.5mm의 거리를 두면 되고, 보호접지를 사용하지 않는 일반의료기기나 2급의료기기는 공간거리를 1급의료기기때의 2배(2중 안전을 위함)인 4mm, 연면거리는 5mm를 띄워야 한다.

## 절연 거리
공기가 절연체의 역할을 한다. 1mm에 2000V 이상 가하면 공기가 절연파괴된다. 그러나 원하지 않는 고압이 들어오거나, 먼지에 의한 오염, 습도, 해변가의 소금성분 등에 의해 그 절연파괴를 유발하는 인자들이 많다. 안전하려면 공기절연 파괴 거리에 안전율이 고려되어야 한다. 보호수단중 절연으로 보호하려면, 기체(공기) 절연, 유체/고체절연(절연막, 절연유, 고체절연물)등에 의한 것들이 있다. 이중 절연지를 이용한 절연은 내전압 시험을 통해 보호여부를 판단하고, 공간을 띄워 절연을 하려면 다음의 공간거리와 연면거리를 확인하는 것으로만으로 판단가능하다. 

### 공간거리(Air Distance)
두군데 전압 사이에 공기에 의해서만 절연을 할 때 필요한 거리를 공간거리라고 한다. 공기중에서 1mm떨어진 곳에서 2000V를 가하면 절연파괴가 일어난다. 일반적으로 사용하는 220Vac는 250Vrms급 여겨지므로, 여기에 안전율 8배(순간고압이 튀는 것을 고려하고, 먼지등의 오염을 고려하고, 여기에 기타 습도/소금성분등의 안전율 포함)를 하면 2mm가 220Vac의 기초절연용 일반인용(=조작자) 보호수단(MOOP) 공간거리가 된다(IEC 60950-1 규졍). 환자보호수단(MOPP)의 공간거리 경우는 2.5mm로 늘어난다(IEC 60601-1 규정). 2급의료기기의 강화절연용 공간거리는 5mm 정도가 되고, 2000m 이상의 높이에서 의료기기를 사용하거나, 더 먼지가 많은 곳에서 사용할 수도 있기에 많은 기업에서는 220Vac의 공간거리를 10mm 정도를 사용한다

### 연면거리(Creepage Distance)
연면거리는 면따라 물을 따라 내려가는(沿; 물을 따라내려갈 연) 거리인데, 고압선에 있는 애자를 생각하면 쉽다. 비가오면 연면거리에 따라 두 고압사이에 물로 연결이 되는데 (순수한 물은 절연체 이나, 소금이 들어가면 도체로 변신) 공간거리보다 더 긴 거리를 요구한다. 연면거리는 공간거리보다 더 멀어야 하므로 220Vac의 기초절연용 일반인용(=조작자) 보호수단(MOOP)의 연면거리는 2.5mm 정도 된다(IEC 60950-1 규정). 환자보호수단(MOPP)의 연면거리 경우는 4mm로 늘어난다(IEC 60601-1 규정). 2급의료기기의 강화절연용 연면거리는 8mm 정도가 되고, 2000m 이상의 높이에서 의료기기를 사용하거나, 더 먼지가 많은 곳에서 사용할 수도 있기에 많은 기업에서는 220Vac의 연면거리를 16mm 정도를 사용한다.
| 보호종류               | 조작자보호수단(MOOP) (공간거리/연면거리) | 환자보호수단(MOPP) (공간거리/연면거리) | 대기업 실제 적용(공간거리/연면거리) |
| 1급(보호접지/기초절연) | 2mm / 2.5mm                              | 2.5mm / 4mm                            | 5mm / 8mm                           |
| 2급(이중절연)          | 4mm / 5mm                                | 5mm / 8mm                              | 10mm / 16mm                         |

## 참조 문헌
1. ↑  MOOPWilson, Richard. “Know your MOPPS from your MOOPS in medical power supply design”. 《Electronics Weekly》. 2016년 2월 18일에 확인함.
2. ↑  “Electrical Safety Tests”. 《EBME.co.uk》. 2016년 2월 18일에 확인함.